# Double Veterans
Double Veterans is een Belgische garagerock- en psychedelicaband. 
Zanger-gistarist Lee Swinnen speelt ook bij Tubelight en onder de artiestennaam Frankie Traandruppel. De overige twee leden speelden voorheen bij 'The Crackups', een band die in 2010 de finale bereikte van Humo's Rock Rally. Meukens en Valkiers waren tevens originele leden van X!NK.
Double Veterans speelde onder meer op het Dour Festival, Rock Herk en Groezrock.

## Discografie
- 2014 - The Brotherhood Of Scary Hair And Homemade Religion
- 2016 - Space Age Voyeurism